# العلاقات الطاجيكستانية الكورية الشمالية
العلاقات الطاجيكستانية الكورية الشمالية هي العلاقات الثنائية التي تجمع بين طاجيكستان وكوريا الشمالية.

## مقارنة بين البلدين
هذه مقارنة عامة ومرجعية للدولتين:
| وجه المقارنة                                              | طاجيكستان                          | كوريا الشمالية                        |
| --------------------------------------------------------- | ---------------------------------- | ------------------------------------- |
| المساحة (كم2)                                             | 143.10 ألف                         | 120.54 ألف                            |
| عدد السكان (نسمة)                                         | 8.92 مليون                         | 25.49 مليون                           |
| الكثافة السكانية (ن./كم²)                                 | 62.33                              | 211.47                                |
| العاصمة                                                   | دوشنبه                             | بيونغيانغ                             |
| اللغة الرسمية                                             | اللغة الطاجيكية                    | لغة كوريا الشمالية القياسية ‏          |
| العملة                                                    | ساماني طاجيكي، الروبل الطاجيكستاني | وون كوري شمالي                        |
| الناتج المحلي الإجمالي (بليون دولار)                      | 7.15 مليار                         |                                       |
| الناتج المحلي الإجمالي (تعادل القوة الشرائية) بليون دولار | 24.03 مليار                        |                                       |
| الناتج المحلي الإجمالي الاسمي للفرد دولار أمريكي          | 925                                |                                       |
| الناتج المحلي الإجمالي للفرد دولار أمريكي                 | 2.69 ألف                           |                                       |
| مؤشر التنمية البشرية                                      | 0.624                              |                                       |
| رمز المكالمات الدولي                                      | +992                               | +850                                  |
| رمز الإنترنت                                              | .tj                                | .kp                                   |
| المنطقة الزمنية                                           | ت ع م+05:00                        | ت ع م+08:30، ت ع م+08:30، ت ع م+09:00 |

## منظمات دولية مشتركة
يشترك البلدان في عضوية مجموعة من المنظمات الدولية، منها:
| علم المنظمة | اسم المنظمة              | تاريخ انضمام طاجيكستان | تاريخ انضمام كوريا الشمالية |
| ----------- | ------------------------ | ---------------------- | --------------------------- |
|             | الاتحاد البريدي العالمي  | ?                      | ?                           |
|             | الاتحاد الدولي للاتصالات | 28 أبريل 1994          | ?                           |
|             | يونسكو                   | 6 أبريل 1993           | 18 أكتوبر 1974              |
|             | الأمم المتحدة            | 2 مارس 1992            | 17 سبتمبر 1991              |

## وصلات خارجية
- موقع وزارة الخارجية الكورية الشمالية